# Slovakiets præsidenter
Slovakiets præsidenter er en liste, der omfatter præsidenter i Slovakiet fra 1993 og frem. Fra 1939 til 1945 var Jozef Tiso præsident i landet, og i den mellemliggende periode var landet en del af Tjekkoslovakiet.

## Slovakiet siden 1993
Slovakiets præsident er statsoverhovedet i staten Slovakiet. Det meste af præsidentens magt er ceremoniel. Da Slovakiet permanent blev selvstændig som et resultat af opsplitningen af Tjekkoslovakiet i 1993, virkede premierministeren som udøvende præsident. Derefter blev præsidenten valgt af parlamentet for en 5-årig periode. 
I 1998 var parlamentet dog ude af stand til at vælge en præsident, og premierministeren samt parlamentets talsmand agerede præsidenter. Da parlamentet efter et år stadig ikke kunne blive enige om en aftale omkring præsidenten, blev forfatningen ændret, således at præsidenten ville blive valgt af alle vælgere for en 5-årig periode. Præsidentvalg er blevet afholdt i 1999 og 2004. For at blive præsident må en kandidat have 50% af stemmerne. Sker dette ikke i den første runde, afholdes en omstemning.
|   | Præsident | Præsident        | Start         | Slut          | Parti                                        | Premierminister |
| - | --------- | ---------------- | ------------- | ------------- | -------------------------------------------- | --- |
| 1 |           | Michal Kováč     | 2. marts 1993 | 2. marts 1998 | Folkebevægelsen for et Demokratisk Slovakiet | Vladimír Mečiar (1993-1994) Jozef Moravčík (1994-1994) Vladimír Mečiar (1994-1998)                                             |
| 2 |           | Rudolf Schuster  | 15. juni 1999 | 15. juni 2004 | Party of Civic Understanding                 | Mikuláš Dzurinda (1998-2006)                                                                                                   |
| 3 |           | Ivan Gašparovič  | 15. juni 2004 | 15. juni 2014 | Demokratibevægelsen                          | Mikuláš Dzurinda (1998-2006) Robert Fico (2006-2010) Iveta Radičová (2010-2012) Robert Fico (2012-2014)                        |
| 4 |           | Andrej Kiska     | 15. juni 2014 | 15. juni 2019 | Løsgænger                                    | Robert Fico (2014-2018) Peter Pellegrini (2018-2019)                                                                           |
| 5 |           | Zuzana Čaputová  | 15. juni 2019 | 15. juni 2024 | Progressivt Slovakiet                        | Peter Pellegrini (2019-2020) Igor Matovič (2020-2021) Eduard Heger (2021-2023) Ľudovít Ódor (2023) Robert Fico (2023-Nuværnde) |
| 6 |           | Peter Pellegrini | 15. juni 2024 | Nuværende     | Hlas – sociálna demokracia                   | Robert Fico (2023-Nuværnde) |

Premierministeren og parlamentets talsmand agerede præsident:
- Vladimír Mečiar (1 januar 1993 – 2 march 1993)
- Vladimír Mečiar (2 marts 1998 – 30 oktober 1998) og Ivan Gašparovič (14 juli 1998 – 30 oktober 1998)
- Mikuláš Dzurinda (30 oktober 1998 – 15 juni 1999) og Jozef Migaš (30 oktober 1998 – 15 juni 1999)